# Guarnerio Castiglioni
Guarnerio Castiglioni, talvolta Guarniero (Milano, ... – Mozzate, 14 maggio 1460), è stato un nobile, politico e diplomatico italiano.
Fu tra i principali diplomatici e uomini di fiducia di Filippo Maria Visconti, duca di Milano, nonché membro della Repubblica Ambrosiana prima e sostenitore di Francesco Sforza poi.

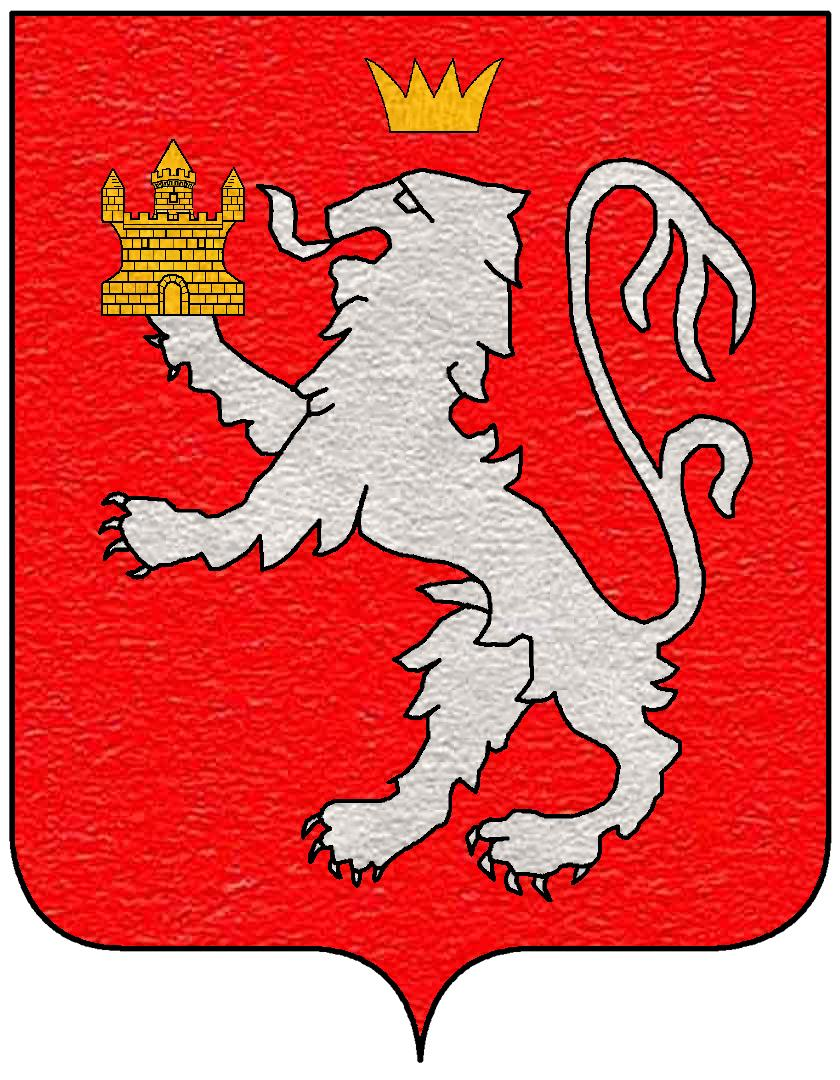
Stemma dei Castiglione

## Biografia
Nato sul finire del XIV da Guido Castiglioni e Antonia Bossi, si iscrisse a giurisprudenza presso l'Università di Parma, trasferendosi a quella di Pavia nel 1415 dove si laureò, dopo aver frequentato a Padova le lezioni di Gasparino Barzizza. Nel 1418 ottenne di entrare nel collegio dei giureconsulti di Pavia e divenne lettore di diritto civile nella locale università, conservando tale carica per un decennio. Sempre nel 1418, inoltre, venne eletto tra i trecento deputati alla Fabbrica del duomo di Milano. 
Nel 1423 fu ambasciatore per conto di Filippo Maria Visconti che inviò una protesta formale al Sacro Collegio dei cardinale per il trasferimento a Siena del Concilio di Costanza che era stato aperto inizialmente proprio a Pavia. Nel 1426 venne nominato consigliere ducale dallo stesso Filippo Maria che lo sfruttò per una delicata missione diplomatica presso Sigismondo di Lussemburgo del quale desiderava ottenere l'appoggio contro Venezia e Firenze che minacciavano il ducato di Milano da ambo i fronti. Il trattato, concluso l'11 maggio, riuscì a portare gli aiuti militari sperati. Venne nuovamente inviato in ambasceria nell'autunno di quell'anno. 
Il Castiglioni ottenne quindi anche la procura da parte del duca nella firma della pace di Venezia, due giorni dopo la battaglia di Maclodio. Successivamente, il 2 dicembre, si accordò anche con Amedeo VIII di Savoia e con l'arcivescovo milanese Bartolomeo della Capra.Il 29 marzo ottenne di poter firmare per conto del duca la pace con Venezia e quella con Firenze. 
Tra il febbraio ed il marzo del 1430 venne inviato a Roma presso papa Martino V, ma fu con il successore di questi, Eugenio IV che ebbe modo di avere gli scontri peggiori. Fu infatti protagonista di un incidente diplomatico che coinvolse il Ducato di Milano e la Santa Sede quando venne a sapere che le autorità pontificie avevano intercettato ed aperto alcune lettere cifrate a lui indirizzate e provenienti da Milano. Con la discesa di Sigismondo di Lussemburgo in Italia, il Castiglioni ottenne l'incarico assieme a Niccolò Piccinino di scortare l'imperatore a Piacenza e poi a Parma, sempre agendo per conto del duca che soggiornava invece ad Abbiategrasso.
Fu ancora delegato ducale dapprima presso il pontefice a Roma per poi associarsi al marchese di Saluzzo e al duca di Savoia nel tentativo di porre fine alla nuova guerra con Venezia e con Firenze. Fu tra i firmatari della pace di Ferrara. Nel 1434 venne creato conte palatino ed in quello stesso anno accolse a Milano i nuovi ambasciatori dei Savoia, col particolare compito di assicurarsi che i diplomatici del duca avrebbero fatto il possibile per contenere le mire espansionistiche del marchese del Monferrato, sostenuto segretamente da Venezia, contro il milanese. 
Guarnerio Castiglioni fu inoltre tra gli artefici della pace firmata a Firenze tra le truppe pontificie e quelle del ducato di Milano che prevedeva l'abbandono di Imola e il ritiro delle truppe viscontee dalla Romagna in cambio dello sgombero di Castelbolognese da parte dei veneziani. Mediò inoltre per le condizioni per la liberazione di Alfonso d'Aragona, catturato a seguito della battaglia di Ponza.
Il 16 ottobre 1436, Guarnerio ottenne il feudo di Garlasco, in Lomellina, e venne inviato dal duca di Milano presso l'allora condottiero Francesco Sforza che si trovava negli Abruzzi per sostenere le forze di Renato d'Angiò che mirava alla conquista della corona del regno del sud. Lo scopo di tale missione era quella di offrire al condottiero la mano di Bianca Maria Visconti e con esso, di fatto, la consegna del ducato milanese. Nel 1442, con la vittoria di Alfonso d'Aragona e la sua incoronazione a Napoli, il Castiglioni venne inviato sul posto per conto del duca di Milano come pure nel 1444 fu a Ferrara alle nozze tra Maria d'Aragona e Lionello d'Este.
Nel 1445, dapprima presenziò alla firma degli accordi tra il duca Filippo Maria Visconti e il marchese di Mantova, Ludovico Gonzaga, e poi venne inviato a Tortona dove Giacomo Visconti, nipote del duca e governatore della città, aveva provocato delle lamentele da parte della popolazione locale. Riapertasi la guerra con Venezia, il Castiglioni si trovava a Ferrara assieme a Pier Candido Decembrio ed a Giovanni Feruffini quando seppe della morte del duca nel 1447. Appoggiò la Repubblica Ambrosiana costituitasi dopo la morte del Visconti e chiese a Venezia un armistizio di un mese affinché il milanese potesse risolvere le problematiche interne emerse alla morte del duca. Francesco Sforza, nel frattempo, mobilitò le proprie truppe e si portò dapprima a Pavia e poi a Lodi, movimenti che tuttavia rischiavano di vanificare gli sforzi fatti dal Castiglioni per preservare la pace entro i confini del ducato, almeno temporaneamente.
Nel frattempo, nel 1448, Guarnerio Castiglioni entrò a far parte attiva dell'amministrazione della Repubblica Ambrosiana, pronunciando una lunga orazione di lode alla pace quando seppe che era stato finalmente raggiunto un accordo per la tanto sospirata pacificazione col confine veneto. Eletto rappresentante per il sestiere di Porta Vercellina, incontrò Francesco Sforza a Vimercate, consegnandogli i capitoli di resa della città di Milano e permettendo così l'ingresso del nuovo duca nella capitale lombarda. Nel giorno dell'ingresso dello Sforza a Milano, il Castiglioni tenne un discorso nel quale lodò grandemente il successore al trono milanese, sottolineandone la parentela col defunto Visconti che lo rendeva dunque legittimo. Per questo suo pubblico giuramento di fedeltà, divenne membro del consiglio segreto del nuovo duca ed ottenne la conferma del feudo di Garlasco per sé e per i propri discendenti.
Nel 1452, con lo scoppio di una nuova guerra con Venezia ma questa volta intervenne pesantemente papa Niccolò V che invocò la pace anche in virtù della sconfitta, avvenuta l'anno successivo, dell'Impero bizantino e la sua caduta nelle mani degli ottomani. Il Castiglioni presenziò alla firma degli accordi che portarono alla fondazione della Lega Italica a Venezia.
Morì il 14 maggio 1460 nel castello di San Martino a Mozzate.

## Matrimonio e figli
Guarnerio Castiglioni sposò nel 1436 Antonia Bussone (?-1466), figlia del celebre condottiero Francesco Bussone, il conte di Carmagnola, dalla quale ebbe sette figli:
- Luigi (?-1508)
- Caterina
- Battista (?-1501)
- Lucia
- Giannantonio (?-1497)
- Bianca, va in sposa a Gerolamo Guasco[2]
- Gianfrancesco (?-1526)

## Eredità
Durante i suoi trent'anni di attività diplomatica e politica, Guarnerio Castiglioni fu uno degli uomini più in vista del ducato di Milano ed ebbe in modo di entrare in contatto con le più importanti realtà culturali della sua epoca. Fu in rapporti d'amicizia infatti con Antonio Beccadelli detto "il Panormita", con Francesco Filadelfo (che lo citò abbondantemente nel suo Convivia Mediolanensia, 1483-1484), con Pier Candido Decembrio che gli dedicò tra le altre cose il suo Grammaticon. Tra le sue altre amicizie vi furono Antonio da Rho che lo rese suo interlocutore nel suo De Lactantii erratis e lo storico Biondo Flavio. Lo stesso Castiglioni fu un fine letterato ed umanista, con una cospicua biblioteca personale andata però dispersa dopo la sua morte. Tenne l'orazione funebre per il cardinale Branda Castiglioni, suo parente, che fu molto apprezzata.